# جون قالبرايث (سياسي)
جون قالبرايث (بالإنجليزية: John Galbraith) هو محامي وقاضي وسياسي أمريكي، ولد في 2 أغسطس 1794 في الولايات المتحدة، وتوفي في 15 يونيو 1860 في إيري في الولايات المتحدة. حزبياً، نشط في الحزب الديمقراطي. وقد انتخب عضو مجلس نواب بنسيلفانيا وانتخب عضو مجلس النواب الأمريكي.